# 로봇 (2005년 영화)
로봇(Robots)은 블루 스카이 스튜디오에서 제작하고 20세기 폭스에서 배급한 미국의 애니메이션 영화이다.

## 줄거리
의인관적인 로봇들의 세상에서, 허브와 리디아 카퍼바텀의 아들 로드니 카퍼바텀은 리벳 타운 출신의 야심 찬 젊은 발명가이다. 그는 다른 발명가들을 고용하고 가난한 로봇들에게 예비 부품을 제공하는 자신의 회사 빅웰드 산업을 소유한 유명한 발명가이자 박애주의자인 빅웰드를 숭배한다. 로드니는 식당에서 식기세척기로 일하는 아버지를 돕기 위해 원더봇이라는 작은 비행 로봇을 개발한다. 그러나 허브의 상사인 건크 씨가 그들을 제지하려 하자, 원더봇은 오작동하여 주방을 난장판으로 만든다.
허브가 피해를 복구하는 데 도움을 주기 위해 로드니는 원더봇을 빅웰드 산업에 선보일 희망을 품고 로봇 시티로 떠난다. 하지만 도착하자마자 로드니는 새로운 CEO 피니어스 T. 래칫에 의해 빅웰드 산업에서 쫓겨난다. 빅웰드가 없는 동안 래칫은 가난한 구식 로봇들을 위한 예비 부품과 발명품 생산을 중단하고 비싼 "업그레이드"에 우선순위를 둔다. 한편, 래칫의 어머니 마담 개스킷은 촙 숍을 운영하는데, 이곳은 고철을 업그레이드용 주괴로 재활용하는 시설이다(이곳은 죽은 로봇이나 구식 로봇을 처리하는 곳이라는 강력한 암시가 있다).
로드니는 "러스티스"라고 알려진 구식 로봇 무리에게 자신을 소개하는 게으름뱅이 펜더 핀휠러와 친구가 된다. 로드니와 그의 새 친구들은 이웃의 구식 로봇들을 고치는 데 도움을 주지만, 예비 부품 부족으로 인해 수요를 감당할 수 없게 된다. 빅웰드의 도움을 받기를 희망하며 로드니와 펜더는 빅웰드 볼에 잠입하지만, 래칫은 빅웰드가 참석하지 않을 것이라고 발표한다. 격분한 로드니는 래칫에게 대항하고, 래칫은 경호팀에게 로드니를 제거하라고 명령한다. 래칫에게 반대하는 간부 캐피가 로드니와 펜더를 구한다. 펜더는 촙 숍에 붙잡혀 그들을 파괴하기 위해 설계된 새로운 기계로 모든 구식 로봇을 폐기하려는 계획을 발견한다.
로드니와 캐피는 빅웰드의 저택으로 날아가고, 그곳에서 빅웰드는 은둔자처럼 살며 래칫의 탐욕이 자신의 사임으로 이어졌다고 밝히고 그들을 돕기를 거부한다. 낙담한 로드니는 부모님에게 전화하지만, 허브는 그에게 꿈을 위해 싸우도록 영감을 준다. 펜더는 촙 숍에서 탈출하여 래칫의 음모를 폭로한다. 로드니는 러스티스를 모으고, 로드니의 정신에 힘입어 빅웰드는 래칫을 막기 위해 그들과 합류한다. 로드니와 그의 친구들은 빅웰드 산업으로 돌아가고, 래칫은 빅웰드를 처분하려 하지만 빅웰드는 결국 촙 숍으로 굴러 들어간다. 로드니는 러스티스를 업그레이드하고 그들을 이끌고 래칫, 개스킷, 그리고 그들의 군대와 싸운다. 개스킷은 결국 소각로에 던져져 죽고, 래칫은 업그레이드가 벗겨지고 그의 아버지와 함께 사슬에 묶인 채 남겨진다.
빅웰드 산업의 통제권을 되찾은 빅웰드는 리벳 타운에서 공개 행사를 개최하고, 로드니를 자신의 새로운 부사령관이자 eventual 후계자로 지명한다. 로드니는 허브에게 새로운 교체 부품과 음악가로서의 평생의 꿈을 이루기 위한 플뤼겔호른 같은 악기를 제공한다. 허브는 마을 사람들과 함께 "Get Up Offa That Thing"을 열정적으로 연주한다.

## 한국판 성우진
- 강수진 - 로드니(이완 맥그리거)
- 배한성 - 펜더(로빈 윌리엄스)
- 함수정 - 캐피(할리 베리)
- 홍성헌 - 라쳇(그렉 키니어)
- 최흘 - 빅 웰드 사장(멜 브룩스)
- 배정미 - 파이퍼(아만다 바인즈)
- 최병상 - 로드니의 아버지
- 임은정 - 로드니의 어머니
- 탁원제 - 라쳇의 아버지
- 한호웅 - 경비원